# Zaknafein Do'Urden
Este personaje pertenece al universo de Dungeons & Dragons, ambientado en Reinos Olvidados
Zaknafein es un drow, padre de Drizzt Do'Urden y maestro de armas de la Casa Do'Urden. No comparte el estilo de vida drow y se siente atrapado en Menzoberranzan debido a la maldad de su raza. Cuando descubre que Drizzt no es como los demás drows y después de batirse con él y estar a punto de matarle, finalmente se entrega en sacrificio a Lloth para salvar a Drizzt. 
Más tarde, la Matrona Malicia lo reanima como un zin-karla, una especia de zombi para dar caza y matar a Drizzt en honor a Lloth, pero debido a la habilidad de Drizzt y Zaknafein con las armas, en un momento del combate Zaknafein recupera el control de su cuerpo y decide poner fin a su misera existencia de zombi, para evitar hacer daño a su único hijo y amigo Drizzt lanzándose a un estanque de ácido para dejarle escapar.
Se dice que era el mejor maestro de armas de Menzoberranzan y tenía una gran rivalidad con el maestro de armas de la Casa Baenre y con Uthegental. 
Maestro de armas de la casa Do'Urden, Zaknafein fue consorte de Malicia Do'Urden y padre de Drizzt Do'Urden y Vierna Do'Urden. Mantuvo en su interior, guardado como un secreto un carácter no malvado, y es el responsable del entrenamiento y el temperamento de Drizzt Do'Urden. Cuando las acciones de Drizzt Do'Urden comenzaron a fastidiar a la casa Do’Urden, Zaknafein accedió a sacrificarse a Lloth a cambio de su hijo con la esperanza de que este escapase de la terrible vida de Menzoberranzan. Su cadáver fue animado como zin-carla, o "espectro-espíritu”, una forma de muerto viviente bajo las órdenes de Malicia.
Tras una memorable batalla entre los dos maestros de armas más grandes de la Antípoda Oscura, y quizá de todos los Reinos Olvidados, Drizzt consiguió que el verdadero Zaknafein tomara brevemente el control de su cuerpo no vivo, y en un último gesto de amor a su hijo, arrojarse al lago de ácido, desbaratando los planes de la matrona Malicia, la cual, tras este fracaso, y aún en trance por el control que debía ejercer sobre el cuerpo de Zaknafein, murió a manos de su hija mayor, la cual, de esa forma, se convertiría en regente de la casa Do'Urden.
- Datos: Q2268028